# Języki środkowosudańskie
Języki środkowosudańskie – rodzina około trzydziestu języków nilo-saharyjskich używanych w Sudanie, Czadzie, Republice Środkowoafrykańskiej oraz w mniejszym zakresie w Ugandzie i Demokratycznej Republice Konga. Rozpada się na dwa główne zespoły: wschodniośrodkowosudański m.in. z językami lendu, magbetu i lugbara oraz zachodniośrodkowosudański m.in. z językami bongo i bagirmi.
Języki środkowosudańskie uważane są wśród innych nilo-saharyjskich za typologicznie najbardziej zbliżone do języków nigero-kongijskich, co skłania niektórych językoznawców do wyróżniania fyli kongo-saharyjskiej lub nigero-saharyjskiej.